# Associação de Amigos do Museu Nacional Ferroviário

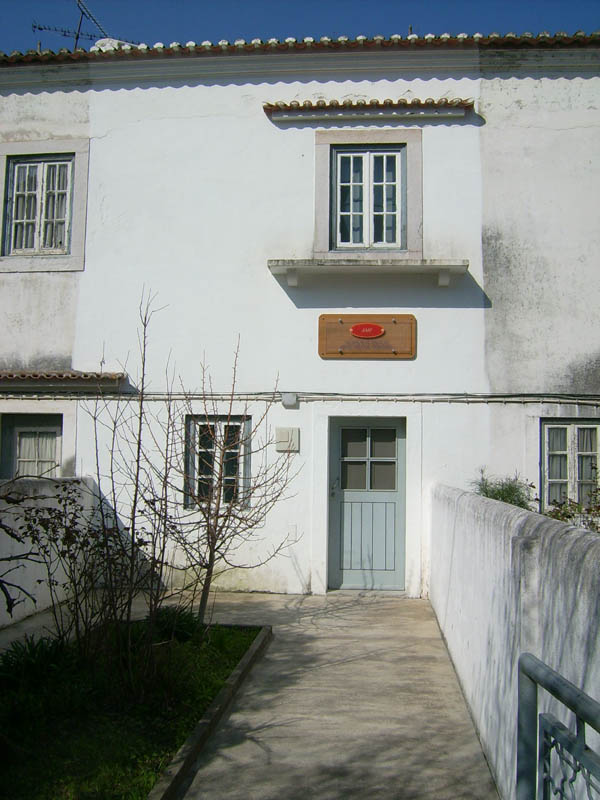
Sede da AMF

A Associação de Amigos do Museu Nacional Ferroviário (AMF) foi fundada em 27 de Outubro de 2001 tendo como objectivos primordiais a defesa e promoção do Museu Nacional Ferroviário, em Portugal, investigação e recolha de elementos históricos ligados à ferrovia, divulgação e publicação de documentação relativa à museologia ferroviária, divulgação e comunicação de efemérides, elaboração de uma publicação periódica sobre a actividade do Museu Nacional Ferroviário e temática ferroviária.
A apresentação pública da Associação teve lugar na cidade do Entroncamento no dia 24 de Novembro de 2001, a escritura definitiva foi assinada em 10 de Janeiro de 2002 e a publicação no Diário da República em 19 de Março de 2002.
A AMF é Associada Efectiva da Federação de Amigos dos Museus de Portugal.

## Sede da AMF
A Sede da AMF está implantada num interessante bairro ferroviário junto à estação do Entroncamento. Foi cedida pela empresa REFER, com a qual tem um contrato de concessão e foi inaugurada oficialmente no dia 11 de Junho de 2005, após importantes obras.

## Publicações periódicas
- O Foguete
- Comboio Correio (Boletim informativo interno)

## Exposições realizadas
- O Entroncamento e a sua História Ferroviária - 23 de Novembro a 1 de Dezembro de 2002 - Centro Cultural do Entroncamento
- O Caminho de ferro no mundo - 15 a 24 de Novembro de 2003 - Centro Cultural do Entroncamento
- Museus Ferroviário no Mundo - 17 a 24 de Novembro de 2004 - Centro Cultural do Entroncamento
- As Infra-estruturas ferroviárias - 27 de Maio a 11 de Junho de 2005 - Centro Cultural do Entroncamento
- Um olhar sobre as nossas estações (fotografia) - 10 a 18 de Dezembro de 2005 - Centro Cultural do Entroncamento
- Tracção Ferroviária em Portugal - 150 Anos de Evolução - 14 de Outubro a 1 de Novembro de 2006 - Centro Cultural do Entroncamento[6]
- Bonés Ferroviários - 5 a 21 de Novembro de 2010 - Centro Cultural do Entroncamento[7]
- Postais Ferroviários - 4 a 16 de Outubro de 2014 - Centro Cultural do Entroncamento[8]
- Documentação Ferroviária - 15 a 30 de Novembro de 2014 - Centro Cultural do Entroncamento[9]
- 60 anos da chegada da tração elétrica ao Entroncamento - 30 de Junho a 12 de Julho de 2018 - Centro Cultural do Entroncamento[10]